# Auguste Henriette Synnberg
Auguste Henriette Synnberg (geb. Wachsmuth, * 15. Januar 1831; † 1900) war eine deutsche Fotografin, die zeitweise in der Schweiz tätig war.

## Leben
Auguste Henriette Wilhelmine Wachsmuth war eine Tochter von Georg Matthias Wachsmuth und Dorothea Wachsmuth, geb. Ehlers. 1855 heiratete sie den Fotografen Emil Johann Heinrich Synnberg, mit dem sie mehrere Kinder bekam, darunter die Söhne Arthur, Alwin und Emil Synnberg, die ebenfalls Fotografen wurden.
Das Ehepaar Synnberg lebte wahrscheinlich einige Zeit in Itzehoe, jedenfalls wurde dort der Sohn Arthur geboren. Etwa ab 1862 führten Auguste Henriette und Emil Synnberg ein Fotoatelier in Rendsburg; dann siedelten sie nach Kaiserslautern über und zogen 1875 nach Basel. Neben ihrem Fotoatelier in der Basler Eisengasse übernahmen die Eheleute Synnberg im Frühjahr 1876 auch ein Atelier in Burgdorf, das bisher von Carl Daut geführt worden war. Doch Emil Johann Heinrich Synnberg starb im selben Jahr an Tuberkulose. 
Seine Witwe führte zunächst das Basler Atelier weiter, während der 1857 geborene Sohn Arthur das Burgdorfer Atelier übernahm. Nach wenigen Monaten zog auch Auguste Henriette Synnberg nach Burgdorf, um dort mit ihrem Sohn zusammenzuarbeiten. 1879 zog sie, nachdem sie das Burgdorfer Atelier an Hugo Kopp übergeben hatte und Arthur Synnberg nach Luzern gegangen war, nach Chur. Ihr dortiges Atelier betrieb sie bis 1880, danach zog sie zu ihrem Sohn Arthur nach Luzern.
Frühe Bilder Auguste Henriette Synnbergs bzw. ihres Mannes befinden sich in der Königlichen Bibliothek Dänemarks.

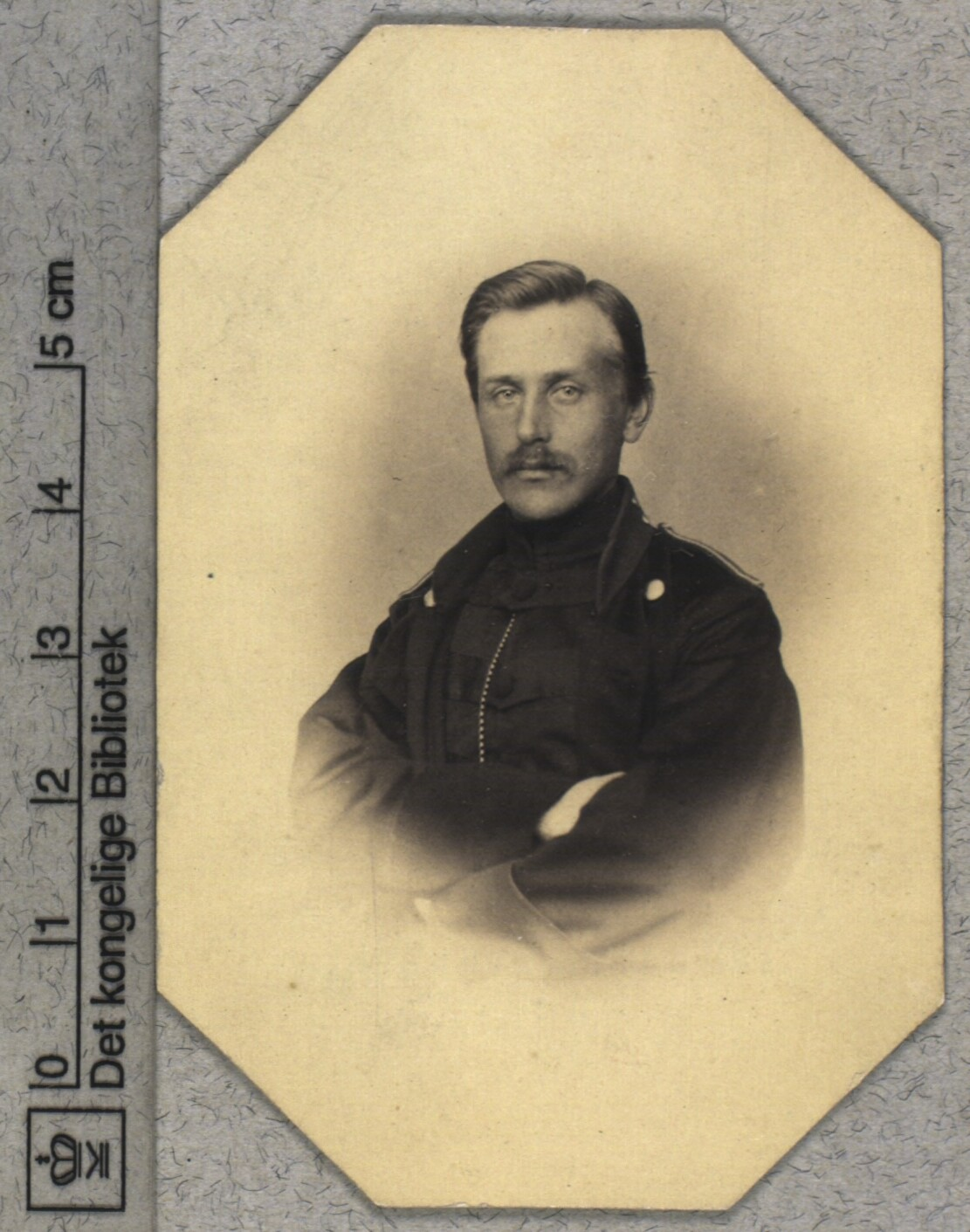
Porträt des Seconde-Leutnants Adam Frants Valdemar Schultz, 1863
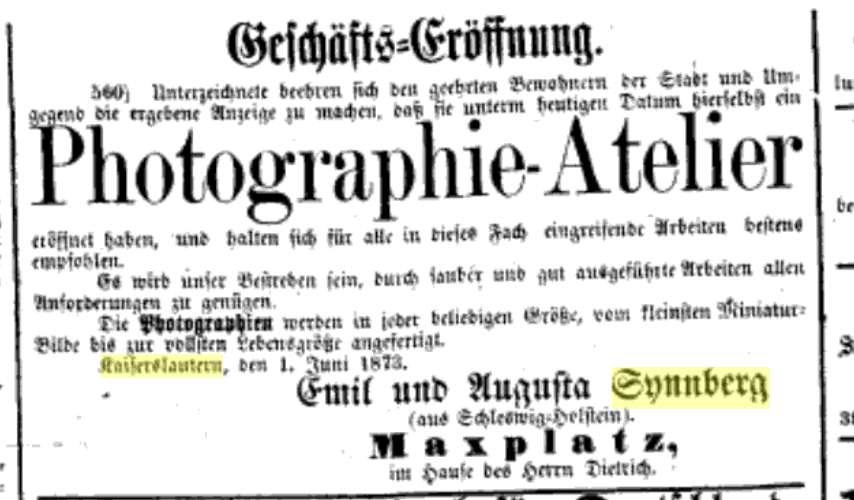
Inserat zur Geschäftseröffnung in Kaiserslautern, 1873
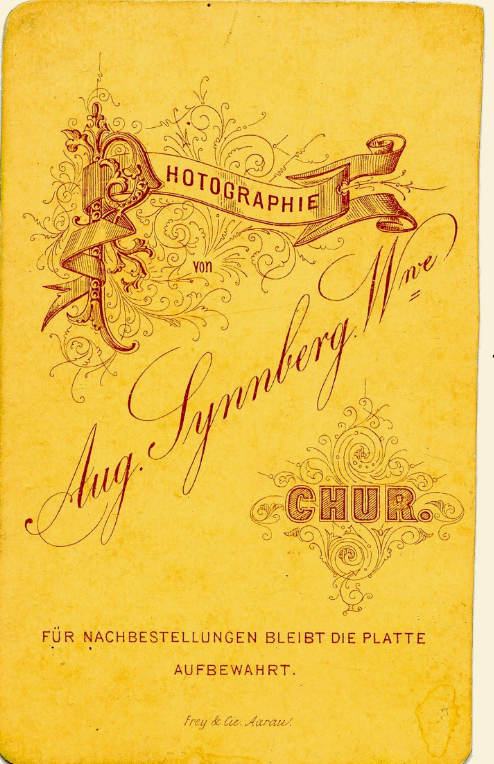
Rückseite einer Fotografie aus Chur